# ペーパースラッジ
ペーパースラッジ (paper sludge) は、製紙工程でできる廃棄物。
セルロースを含む繊維物が主成分であり、これを焼却してできるペーパースラッジ灰 (PSC) は表面が多孔質になっている。そのため、脱臭剤・化学物質吸着材・保水剤・脱水剤・調湿剤・堆肥促進剤・冷暖房用充填材など、多岐にわたる用途が期待されている。現在、各製紙会社や大学でPSCの研究が行われている。